# Stomphastis polygoni
Stomphastis polygoni är en fjärilsart som beskrevs av Lajos Vári 1961. Stomphastis polygoni ingår i släktet Stomphastis och familjen styltmalar.
Artens utbredningsområde är:
- Hongkong (Kina).
- Zimbabwe.

Inga underarter finns listade i Catalogue of Life.